# بنجامين موريل
بنجامين موريل (بالفرنسية: Benjamin Morel)‏ (10 يونيو 1987 كاين فرنسا - ) هو لاعب كرة قدم فرنسي يلعب كلاعب وسط.

## روابط خارجية
- بنجامين موريل على موقع قاعدة بيانات كرة القدم.إي يو (الإنجليزية)
- بنجامين موريل على موقع Soccerway.com (الإنجليزية)